# Matshishkapeu
Na mitologia Inuit, Matshishkapeu é o espírito mais poderoso. Ele provou quando o Mestre de Caribou recusou dar para os Inuits qualquer caribou para se comer. Matshishkapeu estava tão bravo que ele amaldiçoou o Mestre Caribou com um caso doloroso de constipação. Finalmente, o Mestre de Caribou cedeu, e Matshishkapeu curou da doença dele.